# Peacebird Fashion
Ningbo Peacebird Fashion Company Limited — китайская компания индустрии моды, которая разрабатывает, производит и продаёт готовую мужскую и женскую одежду под брендами Peacebird Men, Peacebird Women, Peacebird Livin, Ledin, Mini Peace, Material Girl, Petit Avril и Coppolella. Входит в пятёрку крупнейших производителей одежды в Китае.

## История
В 1996 году Чжан Цзянпин с партнёрами создали модный бренд Peacebird («Птица мира»). В 2008 году была основана компания электронной коммерции Magic Fashion и запущен бренд Ledin; в 2011 году был запущен бренд детской одежды Mini Peace. В 2012 году компания Ningbo Peacebird Fashion Women была переименована в Ningbo Peacebird Fashion.
В 2013 году Peacebird создала совместное предприятие для продвижения американского бренда Material Girl в Китае; в 2014 году запустила люксовый бренд Amazing Peace; в 2015 году инвестировала во французский бренд высокой моды Alexis Mabille; в 2017 году вышла на фондовую биржу; в 2018 году запустила бренды Petit Avril, Peacebird Livin и Mini Mini. 
В 2020 году Peacebird приобрела китайский бизнес итальянского бренда товаров для скейтбординга Coppolella. По итогам 2020 года розничные продажи Peacebird составили 12,8 млрд юаней. В 2022 году Peacebird инвестировала в китайский дизайнерский бренд 8on8.

## Деятельность
По состоянию на 2022 год Peacebird управляла сетью из более чем 5,2 тыс. магазинов по всему Китаю, имела собственные швейные фабрики в Нинбо и Ичане, логистические центры. Кроме основных брендов (Peacebird Men, Peacebird Women, Peacebird Livin, Peacebird Home, Ledin, Mini Peace, Material Girl, Petit Avril и Coppolella), группа Peacebird продвигает через свою розничную сеть китайские модные бренды Susan Fang, Xuzhi, WMWM, Calvin Luo, Garçon by Gçogcn, Nomanoman, Staffonly и Anguis Chiang.

## Акционеры
Основными акционерами Peacebird Fashion являются Чжан Цзянпин (61,6 %), Чэнь Хунчао (9,4 %), Ningbo Pengyuan Asset Management (6,37 %), Baillie Gifford (1,84 %), Вэн Цзянхун (1,02 %) и CITIC Securities (0,91 %).